# Angiopathie
Der Begriff Angiopathie (lateinisch Angiopathia; von altgriechisch ἀγγεῖον angeion, deutsch ‚Gefäß‘, und πάθος pathos, deutsch ‚Schmerz, Leiden‘), deutsch Gefäßleiden oder Gefäßerkrankung, wird in der Medizin als Oberbegriff für verschiedene Erkrankungen und Befunde verwendet, denen tatsächlich oder vermeintlich Veränderungen der Gefäße zu Grunde liegen.
Grundsätzlich gehören auch Erkrankungen der Venen (Venopathien), der Lymphgefäße (Lymphangiopathie), auch der Gallenwege (Cholangiopathie) dazu.
Meist wird der Begriff in einem engeren Sinn nur für degenerative bzw. arteriosklerotische, mit Durchblutungsstörungen verbundene, Veränderungen der Schlagadern (Arterien) verwendet, dabei wird oft zwischen dem Befall überwiegend sehr kleiner Gefäße (Mikroangiopathie) und größerer Gefäße (Makroangiopathie, vgl. Arteriosklerose) unterschieden.

## Einteilung
Eine Einteilung kann nach verschiedenen Gesichtspunkten erfolgen:
- nach Gefäßgröße
  - Befall überwiegend sehr kleiner Gefäße (Mikroangiopathie)
  - Befall  größerer Gefäße (Makroangiopathie, vgl. Arteriosklerose)
- nach Gefäßart
  - Arteriell (Arteriopathien) wie Arteriosklerose, Endangiitis obliterans. Riesenzellarteriitis, Mikroskopische Polyangiitis, Polyarteriitis nodosa, Takayasu-Arteriitis, Morbus Raynaud
  - Venöse Gefäßerkrankungen wie Varizen, Phlebektasien, Thrombophlebitis, Chronisch venöse Insuffizienz (CVI)
  - Lymphgefäßerkrankungen (Lymphangiopathien) wie Lymphangitis
  - Arterio-venöse Veränderungen wie Aneurysmen, Gefäßshunts
- nach Ursache
  - nicht-entzündlich
  - entzündlich wie Vaskulitis, Angiitis, Leukozytoklastische Vaskulitis, Eosinophile Granulomatose mit Polyangiitis (EGPA), Endangiitis obliterans, Periarteriitis nodosa
  - tumorös (Gefäßtumoren)
  - gerinnungsbedingt wie arterielle Thrombose, Embolie, Thrombophlebitis, Thrombotische Mikroangiopathie
- angeboren (sogenannte Hereditäre Angiopathien) wie das HANAC-Syndrom, die ACys-Amyloidose[3] und die Hereditäre zerebrale Hämorrhagie mit Amyloidose[4]. Die Datenbank Orphanet führt zum Suchbegriff Angiopathie weitere Syndrome auf.
- infolge von Stoffwechselstörungen wie diabetischen Angiopathien, Zerebrale Amyloidangiopathie

Eine besondere Bedeutung kommt den diabetischen Angiopathien zu, die als Folge eines erhöhten Blutzuckers auftreten und als diabetische Retinopathie zu Netzhautveränderungen, als diabetische Glomerulosklerose zu einer Nierenschädigung, als diabetische Neuropathie zu einer klinisch-manifesten oder subklinischen Erkrankung der peripheren Nerven und als periphere diabetische Angiopathie zu Ulcera und Gangrän im Bereich der Beine führen.

## Klinische Erscheinungen, Diagnose und Therapie
Klinische Erscheinungen, Diagnose, Behandlung und Aussichten sind bei den genannten Krankheiten teilweise sehr unterschiedlich, so dass auf die jeweiligen Artikel verwiesen werden muss.